# VT4
VT4 was een Vlaamse commerciële televisiezender die op 1 februari 1995 van start ging. Samen met VIJFtv maakte VT4 deel uit van de Vlaamse tak van ProSiebenSat.1 Media, namelijk SBS Belgium. Sinds 20 april 2011 zijn de zenders eigendom van De Vijver Mediaholding, die eigenaar is van onder andere Woestijnvis en samen met Sanoma Media Belgium het tijdschrift Humo uitgeeft. VT4 richtte zich op kijkers tussen 18 en 54. De laatste uitzending van VT4 eindigde op 17 september 2012 om 19:30 uur. Onmiddellijk daarop startte de zender VIER op hetzelfde kanaal.

## Geschiedenis

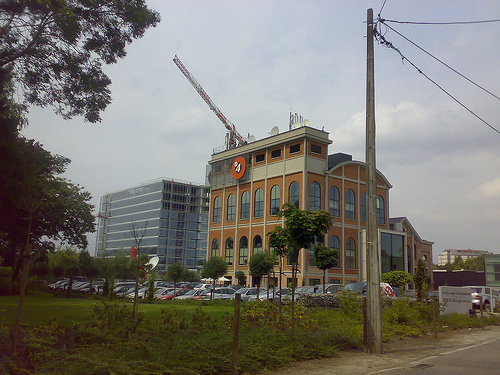
VT4-gebouw in België

De zender begon in 1995, quasi gelijktijdig met het tweede kanaal van VTM (Ka2), zonder Belgische vergunning en omzeilde de Vlaamse regelgeving door uit te zenden via een U-bochtconstructie vanuit de historische gebouwen van de BBC, in Brookman's Park, Hatfield, Hertfordshire, ten Noorden van Londen.
Onder leiding van programmadirecteur Dirk Verhofstadt werden vooral kwalitatieve programma's en documentaires uitgezonden voor de "unserved audience", meerwaardezoekers en vooral mannen. Enkele voorbeelden van Vlaamse programma's uit de beginperiode zijn Roxy (rockprogramma met Walter Grootaers, Herman Brusselmans en Jan Decleir), Rad Van Tong (met Bruno Wyndaele, Marc Reynebeau, Jan Leyers, Luckas Vander Taelen e.a.) en Ivan (Ivan Heylen). Voor de presentatie werd onder meer Isabelle A aangetrokken.
Deze aanvankelijke programmering bleek te veel niche-gericht en niet erg succesvol. Al na enkele maanden kwam er een Nieuw-Zeelandse programmadirecteur (John McCready - momenteel bij SKY TV in Nieuw-Zeeland) en VT4 begon in de zomer van 1995 meer in te spelen op de jongere kijkers. Na een succesvolle actie Zet hem op 4 kwamen er populaire programmaformules van Endemol en IDTV op de buis: Now or Never (Walter Grootaers), Liefde op het Eerste Gezicht (Jo De Poorter), The Honeymoon Quiz, Het Spijt me, Doet ie het of doet ie het niet (Bart Herman), The Soundmix Show, Sla je Slag (Inge Moerenhout), Man-O-Man, Candid Camera en Breekijzer.
Ondanks een mooi marktaandeel (een jaargemiddelde van 9,2% in 1998) ging het bergaf met het imago van VT4. The Jerry Springer Show en te veel erotisch getinte en weinig kwalitatieve films waren mede de oorzaak hiervan. Bovendien bleef de omroep krap bij kas, onder meer door de niet aflatende expansiehonger van het toenmalige moederbedrijf SBS Broadcasting in landen van het voormalige Oostblok en dure internationale SBS-producties zoals De Bus.
Eind jaren 90 probeerde VT4 nog onder leiding van Bart Deprez (later netmanager van Radio Donna) bij andere grote zenders bekendheden weg te kapen. Onder meer Chris Van den Durpel, Rani De Coninck en Stefan Ackermans deden de overstap van de VRT, maar het marktaandeel brokkelde af.
In september 2001 werd Patrick Tillieux (COO bij ProSiebenSat.1 Media) aangesteld als managing director van VT4. Hij begon aan een grondige renovatie van de zender en brak met het negatieve imago.
In 2002 werd de volledige directie ontslagen. In datzelfde jaar werd de nieuwe huisstijl en een nieuw logo geïntroduceerd, net als de omroepsters en de horizontale programmering. De waarden Vrienden, Avontuur, Verleiding en Attitude werden de nieuwe pijlers. Programma's van eigen bodem vormen de basis voor de nieuwe aanpak: Expeditie Robinson (nog opgezet door de vroegere programmadirectie), The Block, De Bevalling en Peking Express.
In 2005 (10-jarig bestaan van de zender) behaalde VT4 een marktaandeel van 6,4%.
In 2006 werd Patrick Tillieux aangesteld als CEO van de SBS Broadcasting Group. Wim Jansen volgde hem op als managing director. Na Wims vertrek naar JC Decaux, werd Ricus Jansegers aangesteld als managing director van SBS Belgium. Onder Ricus werd in 2006 Ludo Cox aangesteld als Netmanager VT4.
Op 27 juni 2007 werd bekend dat de Duitse groep ProSiebenSat.1 Media de volledige SBS Broadcasting-groep overneemt voor 3,3 miljard euro. ProSiebenSat.1 Media wordt met de overname de op een na grootste tv-groep van Europa met 24 tv-stations, 24 betaalzenders en 22 radiozenders. De RTL Group blijft echter de grootste van Europa.
In januari 2009 werd Thierry Tacheny CEO van SBS Belgium. Stefan De Keyser werd COO en in september 2009 werd Eddy De Wilde programmadirecteur van zowel VT4 als VIJFtv. SBSBelgium koos een nieuw en duidelijk imago voor haar zender VT4. De bedoeling was om met programma’s zoals Mooi en Meedogenloos en Komen Eten in de vroege vooravond jonge gezinnen aan te trekken. De bedoeling was met een evenwichtige dosis entertainment, actualiteit en sport gezellige en ontspannende televisie naar alle jonge Vlaamse gezinnen te brengen.
Pas in februari 2011 startte de zender met een eigen nieuwsprogramma dat een actuele blik werpt op de dagelijkse leefwereld van de Vlaming. In Vlaanderen Vandaag brachten Cara Van der Auwera, Inge Becks en Dirk Tieleman iedere dag de recentste nieuwsfeiten. Het programma werd eind december 2011 al stopgezet.
In januari 2011 kondigden De Vijver (de moederholding van Woestijnvis) en RTL Group aan dat ze interesse hadden om zowel VT4 als VijfTV over te nemen. Uiteindelijk trok de RTL-group zich terug op 19 april 2011 en werd De Vijver eigenaar op 20 april 2011.
Op 17 september 2012 is het zendschema grondig gewijzigd en werd de naam van de zender veranderd in VIER.

## Ontvangst
VT4 was te ontvangen via alle analoge en digitale televisieaanbieders in Vlaanderen. Sinds 2007 was VT4 ook een tijd online te bekijken via Zattoo. Eind 2008 verdween de zender echter van Zattoo.

## High-definition
SBS Belgium kondigde op 7 mei 2008 aan dat het een tijdelijk HD-kanaal ging lanceren dat uitzond tijdens Euro 2008, namelijk tussen 7 juni en 29 juni. De zender, die VT4 HD gedoopt werd, zond Euro 2008 en randprogramma's in HD-kwaliteit uit. Enkel klanten van Telenet Digital TV konden naar VT4 HD kijken, dat vanwege een exclusiviteitscontract.
In de aanloop naar de start van VIER (op 17 september 2012) is VT4 vanaf 1 september 2012 in HD beschikbaar bij Belgacom TV. Telenet volgde op 17 september 2012. Bij de overige aanbieders is er enkel standaard definitie beschikbaar.

## Laatste programma's VT4
- According to Jim
- Legend of the Seeker
- Bananasplit
- Binnen & Winnen
- Castle
- Criminal Minds
- CSI: Crime Scene Investigation
- CSI: Miami
- CSI: New York
- Culinaire Speurneuzen
- De Beste Bakker Van Vlaanderen
- De Inrichters
- De Pedaalridders
- Exotische Liefde
- Formule 1
- Goe Gebakken
- Hawaii Five-O
- Help, mijn man is een klusser
- Huizenjacht
- Kitchen Nightmares
- Komen Eten
- MotoGP
- My Wife And Kids
- NCIS
- NCIS: Los Angeles
- Life
- Lost
- Pacific Blue
- Peter vs De Rest
- Rekening in het Rood
- Smaakpolitie
- Superfans
- Superprestige Veldrijden
- Switch
- The Bold and The Beautiful (Mooi & Meedogenloos)
- The Fresh Prince of Bel-Air
- The Mentalist
- The Nanny
- The Simpsons
- The War at Home
- Tienermoeders
- Two and a Half Men
- Uit de weg
- Vermist
- Vlaanderen Vandaag
- Zie Je Wel
- Zo Zijn Wij Getrouwd

## Gezichten
- Ann Van Elsen
- Cara Van der Auwera
- Dirk Tieleman
- Hanne Troonbeeckx
- Hans Otten
- Ilse De Meulemeester
- Inge Becks
- Peter Van Asbroeck
- Roos Van Acker
- Steph Goossens
- Véronique De Kock

Geschiedenis van de Vlaamse televisie